# تابنيت
تابنيت ( بالفينيقية: 𐤕𐤁𐤍𐤕 TBNT ) كان ملك صيدا الفينيقي ق.593-549 ق.م.وهو والد الملك أشمون عازر الثاني. وقد اشتهر من خلال تابوته المزخرف بنقشين منفصلين وغير مرتبطين - أحدهما بالكتابة الهيروغليفية المصرية والآخر بالخط الفينيقي. تم إنشاؤه في القرن السادس قبل الميلاد، وتم اكتشافه عام 1887 على يد عثمان حمدي بك في مقبرة آية بالقرب من صيدا مع تابوت الإسكندر والتوابيت الأخرى ذات الصلة.
تم العثور على جثة تابنيت طافية في سائل التحنيط الأصلي ومحفوظة بشكل مثالي تقريبًا، باستثناء الوجه والرقبة اللذين لم يتم غمرهما تحت الماء، لكن رجال باي سكبوا كل السائل وتركوا الجثة لتتعفن في شمس الصحراء، وعندها تحللت بسرعة. إلى ما يزيد قليلاً عن العظام والأحشا. كل من التابوت والهيكل العظمي المتحلل لتابنيت موجودان الآن في متاحف إسطنبول للآثار.
ربما حصل الصيدونيون على التابوت الحجري، بالإضافة إلى تابوت أشمون عازر الثاني، بعد مشاركتهم في معركة بيلوسيوم (525 قبل الميلاد)، وكان بمثابة نماذج للتوابيت الفينيقية اللاحقة.

## التعرف على التاريخ
يُعتقد أن تابوت تابنيت وتابوت أشمون عازر الثاني يعود تاريخهما في الأصل إلى الأسرة السادسة والعشرين في مصر، التي كانت عاصمتها سايس. ويرجع ذلك جزئيًا إلى تشابهها مع توابيت مماثلة مثل تابوت حورخبيت من عصر بسماتيك الثاني من سقارة، الموجود الآن في متحف المتروبوليتان للفنون.

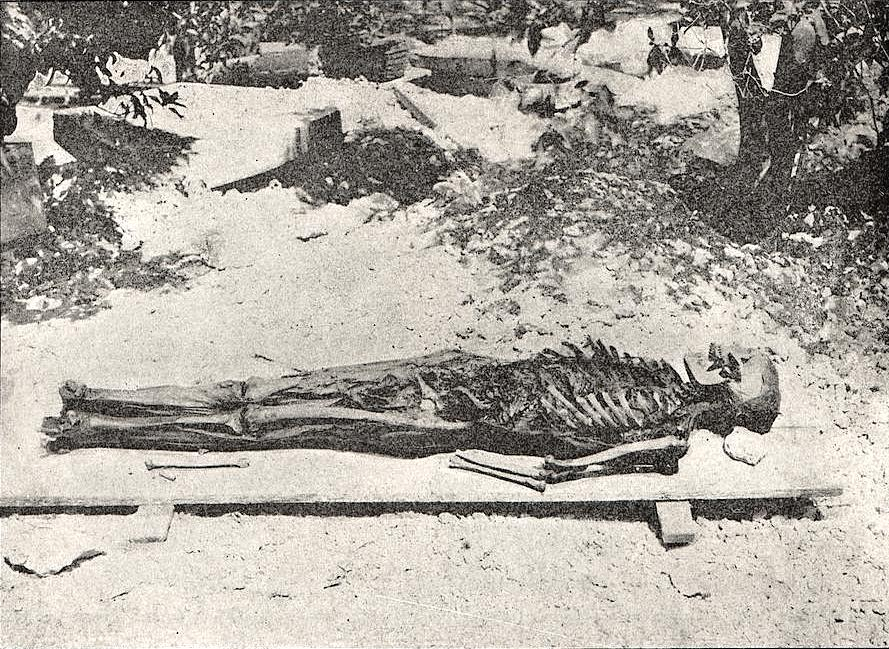
هيكل عظمي للملك تابنيت
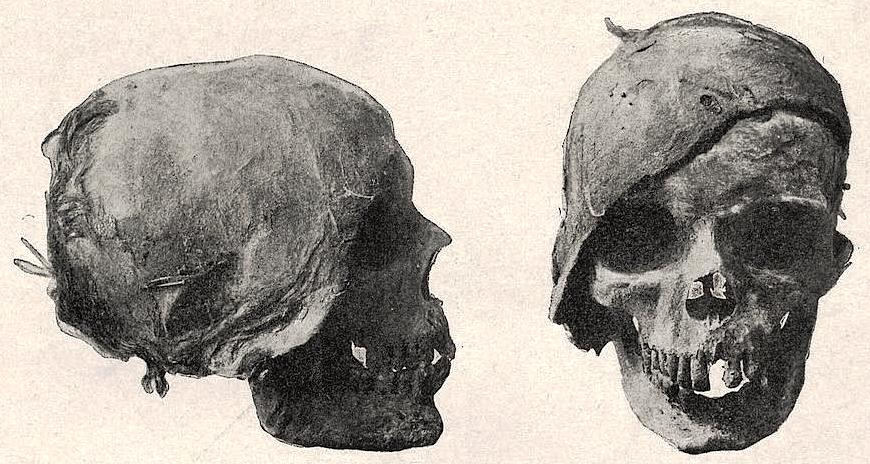
رأس الملك تابنيت

## وصلات داخلية
| تابنيت أسرة أشمون عازر الأول |                      |                        |
| سبقه أشمون عازر الأول        | ملك صيدا 549-539 ق.م | تبعه أشمون عازر الثاني |